# Seleção Portuguesa de Hóquei em Patins Feminino
A Seleção Portuguesa de Hóquei em Patins Feminino representa Portugal nas competições internacionais de Hóquei em Patins.

## História
A Selecção Portuguesa de Hóquei em Patins Feminino conquistou 3 Campeonatos Europeus e teve também boas participações em Campeonatos do Mundo apesar de ainda não ter conseguido conquistar o título.

## Títulos
- Campeonato Europeu (3)

1997, 1999, 2001

### Outras Campanhas de destaque

#### Campeonato do Mundo
- 2º Lugar (4)

1998, 2000, 2008, 2016
- 3º Lugar (1)

1996
- 4º Lugar (4)

1994, 2002, 2004, 2012

#### Campeonato Europeu
- 2º Lugar (5)

2005, 2011, 2013, 2015, 2018
- 3º Lugar (2)

2003, 2007
- 4º Lugar (2)

1993, 2009